# Miguel Indurain
Miguel Indurain Larraya (født 16. juli 1964 i Villava) er en tidligere professionel spansk cykelrytter.
Han vandt Tour de France fem gange fra 1991-1995, og tangerede dermed Jacques Anquetil, Eddy Merckx og Bernard Hinault. Indurain er dog den første og hidtil eneste, der har vundet alle sine fem sejre i træk. Indurain forsøgte også at vinde løbet i 1996, men måtte her se sig slået af Bjarne Riis og Jan Ullrich, og endte på 11. pladsen.
I 1992 og 1993 vandt han desuden Giro d'Italia.
I 1994 satte han verdensrekord i en times cykling, ved at tilbagelægge 53,040 kilometer.
Efter 1996-sæsonen trak Indurain sig tilbage.
Indurains kørestil i etapeløb, ligesom Jacques Anquetil, var at lægge afstand til sine konkurrenter med sin stærke enkeltstart, hvorefter defensiv kørsel i bjergene bragte ham til Paris på førstepladsen.

## Væsentlige placeringer

### Giro d'Italia
- 1992 – nr. 1[5]
- 1993 – nr. 1[6]
- 1994 – nr. 3[10]

### Tour de France
- 1985 – Udgik efter 4. etape
- 1986 – Udgik efter 12. etape
- 1987 – nr. 97[11]
- 1988 – nr. 47[12]
- 1989 – nr. 17[13]
- 1990 – nr. 10[14]
- 1991 – nr. 1[15]
- 1992 – nr. 1[16]
- 1993 – nr. 1[17]
- 1994 – nr. 1[18]
- 1995 – nr. 1[19]
- 1996 – nr. 11[20]

### Andre resultater
- 1986 – nr. 1 i Tour de l'Avenir[21]
- 1988 – nr. 1 i Tour Catalonia[22]
- 1989 – nr. 1 i Critérium International[23]
- 1989 – nr. 1 i Paris Nice[24]
- 1990 – nr. 1 i Paris Nice[25]
- 1990 – nr. 1 i Clásica de San Sebastián[26]
- 1991 – nr 1 i Tour Catalonia[27]
- 1992 – nr 1 i Giro d'Italia[28] + nr. 1 i Tour Catalonia[29]
- 1993 – nr 1 i Giro d'Italia[30]
- 1994 – nr. 1 i Tour de France[31] + Verdensrekord i en times cykling (53,040 km).[7]
- 1995 – nr. 1 i Tour de France + Verdensmester i enkeltstart[32] + nr 1 i Dauphiné Libéré[33]
- 1996 – Olympisk mester i enkeltstart[34] + nr 1 i Dauphiné Libéré[35]